# Kongavalli, Alur
Kongavalli là một làng thuộc tehsil Alur, huyện Hassan, bang Karnataka, Ấn Độ.